# 相馬朋和

相馬 朋和（そうま ともかず、1977年6月5日 - ）は、日本の元ラグビー選手。 帝京大学ラグビー部監督（2022年3月～）。
日本代表で通算キャップは24で2007年のW杯にも出場し、フィジー戦で代表初トライ。 2012年、トップリーグ通算100試合出場を達成した。

## プロフィール
- 神奈川県出身。
- 身長183cm、体重122kg
- ポジションはプロップ(PR)。
- ニックネームはソーマ。

## 経歴
- 1993年～1996年 東京高校ラグビー部在籍中に高校ラグビー日本代表に選出される
- 1996年～2000年 帝京大学ラグビー部
- 2000年～2014年 パナソニックワイルドナイツ
- 2014年～2021年9月 埼玉パナソニックワイルドナイツスクラムコーチ[2]
- 2021年10月～ 帝京大学ラグビー部FWコーチ
- 2022年3月〜　帝京大学ラグビー部監督